# Osvaldo Butturini
Osvaldo Butturini (Verona, 25 novembre 1897 – Verona, 6 aprile 1943) è stato un calciatore italiano, di ruolo difensore.

## Carriera
Giocò nell'Hellas Verona per quattro stagioni, tutte nella massima serie italiana (variamente denominata).

## Statistiche

### Presenze e reti nei club
| Stagione             | Squadra              | Campionato           | Campionato | Campionato | Coppe nazionali | Coppe nazionali | Coppe nazionali | Coppe continentali | Coppe continentali | Coppe continentali | Totale | Totale |
| Stagione             | Squadra              | Comp                 | Pres       | Reti       | Comp            | Pres            | Reti            | Comp               | Pres               | Reti               | Pres   | Reti   |
| -------------------- | -------------------- | -------------------- | ---------- | ---------- | --------------- | --------------- | --------------- | ------------------ | ------------------ | ------------------ | ------ | ------ |
| 1919-1920            | Hellas Verona        | PC                   | 8          | 0          | -               | -               | -               | Spareggio          | 1                  | 0                  | 9      | 0      |
| 1920-1921            | Hellas Verona        | PC                   | 14         | 0          | -               | -               | -               | -                  | -                  | -                  | 14     | 0      |
| 1921-1922            | Hellas Verona        | CCI                  | 22         | 3          | -               | -               | -               | -                  | -                  | -                  | 22     | 3      |
| 1922-1923            | Hellas Verona        | LN                   | 1          | 0          | -               | -               | -               | -                  | -                  | -                  | 1      | 0      |
| Totale Hellas Verona | Totale Hellas Verona | Totale Hellas Verona | 45         | 3          | -               | -               | -               |                    | 1                  | 0                  | 46     | 3      |